# Канте Габриели
Канте Габриели (на италиански: Cante Gabrielli; Cante dei Gabrielli di Gubbio; * ок. 1260 в Губио; † ок. 1335 в Губио) е италиански политик, кондотиер и синьор на Губио от 13 и 14 век. Неговата резиденция е дворецът Palazzo del Capitano del Popolo, Palazzo di Cante Gabrielli в Губио.
Канте Габриели е от фамилята Габриели от Губио в Умбрия. Той става подестà на Флоренция (1298), народен капитан на Гвелфите, гонфалониере понтифицио, синьор на Губио, Пергола и Кантиано. Герой е от Божествената комедия на Данте Алигиери.

## Деца
Канте Габриели има децата:
- Киара, омъжена за Нало Тринчи, сеньор на Фолиньо от 1305 до 1321
- Якопо, подест, консерватор на Флоренция, сенатор на Рим, сеньор на Кантиано
- Маргерита Габриели, омъжена за Нолфо да Монтефелтро (* 1290, † 1364), граф на Урбино от 1323 до 1360.